# Drużno (gromada)
Drużno – dawna gromada, czyli najmniejsza jednostka podziału terytorialnego Polskiej Rzeczypospolitej Ludowej w latach 1954–1972.
Gromady, z gromadzkimi radami narodowymi (GRN) jako organami władzy najniższego stopnia na wsi, funkcjonowały od reformy reorganizującej administrację wiejską przeprowadzonej jesienią 1954 do momentu ich zniesienia z dniem 1 stycznia 1973, tym samym wypierając organizację gminną w latach 1954–1972.
Gromadę Drużno z siedzibą GRN w Drużnie utworzono – jako jedną z 8759 gromad na obszarze Polski – w powiecie pasłęckim w woj. olsztyńskim na mocy uchwały nr 23 WRN w Olsztynie z dnia 4 października 1954. W skład jednostki weszły obszary dotychczasowych gromad Drużno i Węzina oraz miejscowości Dłużyna, Druzieńska Karczma, Nowe Drużno i Nowy Dwór z dotychczasowej gromady Dłużyna ze zniesionej gminy Jelonki, a także obszar dotychczasowej gromady Krosno ze zniesionej gminy Marianka, w tymże powiecie. Dla gromady ustalono 9 członków gromadzkiej rady narodowej.
1 stycznia 1958 do gromady Drużno włączono PGR-y Chlewki, Kalsk, Łączna i Owczarnia ze zniesionej gromady Marianka w tymże powiecie.
31 grudnia 1960 z gromady Drużno wyłączono wsie Chlewki, Dłużyna, Drużno, Karczowizna, Krzyż, Nowy Dwór, Stary Dwór i Węzina oraz osadę Drużno, włączając je do gromady Komorowo Żuławskie w powiecie elbląskim w woj. gdańskim, po czym gromadę Drużno zniesiono, włączając jej (pozostały) obszar do gromad Jelonki (wieś Krosno) i Aniołowo (wsie Kalsk, Łączna, Owczarnia i Krosienko) w powiecie pasłęckim w woj. olsztyńskim.